# Sismo de Esparta de 464 a.C.
Em 464 a.C. [carece de fontes?], no quarto ano do reinado de Arquídamo II, ocorreu um grande terremoto em Esparta.
Foi o maior terremoto jamais visto na história grega até a época de Plutarco: vários abismos foram abertos na Lacedemônia, os picos do monte Taigeto foram quebrados e todas as casas de Esparta ruíram, com exceção de cinco casas.
Os homens jovens e os rapazes espartanos estavam se exercitando juntos no ginásio, mas os rapazes saíram do ginásio para perseguir uma lebre. Neste momento ocorreu o terremoto, matando todos os homens jovens. O seu túmulo, à época de Plutarco, ainda existia, então com o nome de Seismatias.
O terremoto foi aproveitado pelos hilotas para se revoltarem, mas Arquídamo, prevendo isso, deu o sinal de ataque inimigo; foi isto que salvou Esparta, porque os hilotas, vendo que os espartanos estavam preparados, voltaram às suas cidades e iniciaram uma guerra aberta, com ajuda de alguns periecos e dos messênios.
Os lacedemônios enviaram Pericleidas a Atenas, para pedir ajuda. Atenas ficou dividida: Efialtes não queria ajudar a cidade rival e queria vê-la ser aniquilada, mas Címon convenceu os atenienses a ajudar.
Na segunda ajuda que os lacedemônios pediram a Atenas, para combater os messênios e hilotas em Itome, eles foram mal recebidos, isolados na batalha e voltaram a Atenas com raiva dos espartanos.